# Romuald Figuier
Pour les articles homonymes, voir Figuier (homonymie).
Romuald Figuier, plus connu sous le seul prénom de Romuald, est un chanteur et compositeur français, né le 9 mai 1938 à Saint-Pol-de-Léon (Bretagne).

## Biographie
Romuald commence sa carrière au Théâtre des Variétés où il joue La Grosse Valse de Robert Dhéry, entre octobre 1962 et janvier 1964. 
Il représente Monaco au Concours Eurovision de la chanson en 1964 avec la chanson Où sont-elles passées ? et il arrive à la troisième place.
En 1967, il est la voix française de George Chakiris dans le film Les Demoiselles de Rochefort de Jacques Demy.
En 1968, Romuald représente la Principauté d'Andorre au 3e Festival international de la chanson de Rio tenu au stade du Maracanazinho (Rio de Janeiro, Brésil). Il obtient la cinquième place avec la chanson Le Bruit des vagues (paroles de Pascal Sevran/Serge Lebrail et musique de Romuald). L'année suivante, il représente à nouveau la Principauté à ce même festival, et obtient la même place avec une chanson écrite par les mêmes auteurs, Tous les printemps du monde.
En 1969, il participe au Concours Eurovision, cette fois pour le Luxembourg, mais se classe seulement onzième avec son interprétation de Catherine.
En 1973, il représente la France au 14e Festival de Viña del Mar (Chili) avec la chanson Laisse-moi le temps et il arrive à la deuxième place. Quelques mois après, Paul Anka achète les droits de cette chanson aux auteurs (paroles de Michel Jourdan et musique de Caravelli/Romuald), Sammy Cahn l'adapte en anglais sous le titre Let me Try Again et Frank Sinatra l'interprète (Ol' Blue Eyes Is Back, Reprise Records, octobre 1973).
En 1974, concourant pour la 3e fois à l'Eurovision et encore pour Monaco, Romuald se classe quatrième avec Celui qui reste et celui qui s'en va.
Romuald a composé la musique de films pour Robert Thomas, Mon curé chez les nudistes, et Mon curé chez les Thaïlandais.
Il a composé de nombreuses chansons avec la parolière Magali Fallourd (alias Magali Déa) dont, notamment : Algalis, Tous les deux, Plumes et paillettes, Ballet des grandes jambes, Qu'elle est belle la vie et King Kong.
Il fait partie de la communauté des Gens du Voyage.

## Discographie sélective[6]

### 45 tours
- 1963 : Ma plus belle année
- 1965 : C'est pas une vie
- 1969 : Catherine
- 1971 : Jesus Cristo
- 1972 : Cœur de papillon
- 1973 : C'est un matin
- 1974 : Celui qui reste et celui qui s'en va
- 1975 : L'adoption
- 1984 : Congo

### 33 tours[7]
- Romuald (1969 - pressage Brésil)

## Filmographie
- 1968 : L'Étrangère de Sergio Gobbi
- 1968 : Vertige pour un tueur de Jean-Pierre Desagnat
- 1969 : Une fille nommée Amour de Sergio Gobbi
- 1971 : Les Jambes en l'air de Jean Dewever
- 1971 : Romualdo e Juliana d'André Willième
- 1972 : Les Intrus de Sergio Gobbi
- 1975 : Femmes vicieuses de Georges Cachoux
- 1975 : Le Sexe à la barre de Georges Cachoux
- 1982 : Mon curé chez les nudistes de Robert Thomas
- 1983 : Mon curé chez les Thaïlandaises de Robert Thomas
- 1984 : Les Brésiliennes du bois de Boulogne de Robert Thomas
- 1985 : Saint-Tropez interdit de Georges Cachoux et José Bénazéraf
- 1985 : Les Nuits chaudes de Cléopâtre (Sogni erotici di Cleopatra) de Rino Di Silvestro